# Radarové rušení

V létě, za specifických atmosférických podmínek termické konvekce, když je teplý vzduch zároveň velmi vlhký, lze na meteoradaru pozorovat rušení způsobené větrnými elektrárnami

Termínem radarové rušení (též anglicky clutter) se označují všechny nežádoucí ozvěny přijaté radarem, které obvykle vznikají odrazem elektromagnetické energie od prvků prostředí obklopujících cíl, ať už přírodních (hory, atmosférické srážky, zvěř/hmyz apod.), nebo umělých (budovy, technické a architektonické stavby atd.). Radarové rušení tedy představuje přídavné rušení (kromě tepelného šumu a záměrného rušení signálu (jamming)), které se překrývá s užitečným signálem identifikujícím zjišťovaný cíl.

## Příčiny
Radarové rušení může být způsobeno např. budovami, ale i záměrnými protiopatřeními (jamming, chaff). Mezi další příčiny patří přírodní objekty, jako jsou terénní prvky, moře, srážky, krupobití, písečné bouře, ptáci, turbulence v atmosférické cirkulaci a meteoroidy. Radarové rušení může být způsobeno i jinými atmosférickými jevy, například poruchami v ionosféře způsobenými geomagnetickými bouřemi nebo jinými jevy vesmírného počasí. Tento jev se projevuje zejména v blízkosti geomagnetických pólů, kde působení slunečního větru na zemskou magnetosféru vytváří v ionosférickém plazmatu konvekční obrazce. U radarů s velkým dosahem (OTH) může radarové rušení zhoršit schopnost detekovat cíle. Radarové rušení může také pocházet z vícecestných ozvěn od platných cílů způsobených odrazem od země, atmosférickými kanály nebo ionosférickým odrazem/refrakcí (anomální šíření). Tento typ rušení je obzvláště obtěžující, protože způsobený šum se zdánlivě pohybuje a chová se jako běžné zájmové cíle, jako jsou letadla nebo meteorologické balóny.
V zimě se radarové rušení vyskytuje podstatně méně než v létě, částečně kvůli méně turbulentní atmosféře a nižší biologické aktivitě.

## Druhy radarového rušení

Radarové odrazy na meteoradaru způsobené radiolokačním přijímačem kroužícího letounu, vybaveného zařízeními pro elektronický boj

Obecně je radarový cíl považován za bodový odražeč, zatímco rušení je rozšířený odražeč, rozprostírající se v několika úhlových a/nebo vzdálenostních buňkách. V tomto ohledu rozlišujeme:

### Objemové rušení
- Déšť, kroupy, sníh, ptáci, netopýři, létající hmyz
- záměrné rušení radaru (jamming, chaff)

### Pozemní rušení
- Odrazy od pozemních cílů: půda, hory, stavby